# Augsburg-Bleich und Pfärrle
Bleich und Pfärrle stellen zusammen einen der insgesamt 42 statistischen Stadtbezirke von Augsburg dar und gehören zum übergeordneten Planungsraum Innenstadt. Am 31. Dezember 2013 lebten rund 3800 Menschen in dem 56,3 Hektar großen Stadtbezirk.

## Geographie
Der Stadtbezirk wird – im Westen beginnend und dann dem Uhrzeigersinn folgend – von der Frauentor-, Thomm- und Stadtbachstraße, dem Ufer des Lech, der Bert-Brecht-Straße, dem Unteren Graben und dem Äußeren Pfaffengässchen begrenzt. Bleich und Pfärrle ist der nördlichste Bezirk im Planungsraum Innenstadt.

## Demographie
Am 31. Dezember 2013 lebten im Stadtbezirk Bleich und Pfärrle insgesamt 3.838 Menschen, von denen 1.897 männlichen und 1.941 weiblichen Geschlechts waren – das entspricht einem Frauenanteil von 50,57 Prozent. Zum selben Zeitpunkt waren 677 Bürger ausländischer Herkunft in diesem Stadtbezirk registriert, was einen Anteil von 17,64 Prozent ausmacht – deutlich weniger als der Ausländeranteil der Gesamtstadt.

## Sehenswürdigkeiten
- Das Leopold-Mozart-Haus Augsburg
- Die Bastion Lueginsland
- Das Wieselhaus mit dem Fugger und Welser Erlebnismuseum
- Liste der Baudenkmäler in Augsburg-Bleich und Pfärrle

## Wirtschaft und Gewerbe
Den gesamten Osten des Stadtbezirks nimmt das Werksgelände des Papierproduzenten UPM-Kymmene ein. Der finnische Konzern hatte 2001 dort die Augsburger Papierfabrik Haindl übernommen.